# Okabayashi Shōgen
Shogen Okabayashi (岡林 将玄 Okabayashi Shogen?,  1949) es un reconocido maestro de Aiki jujutsu del grupo Takumakai de Daito-ryu , fundador de la escuela Hakohokai y luego del estilo Hakuho-ryu que se basa en parte de las técnicas de Daito-ryu y de Ona-ha Itto-ryu. Okabayashi entrenó tanto con Takuma Hisa así como con Takeda Tokimune . Su relación con Hisa fundador del grupo Takumakai de Daito-ryu y alumno directo del maestro Takeda Sokaku y con Tokimune hijo y sucesor de Sokaku convirtió a Okabayashi en un puente entre ambos enfoques en los 80 y 90.

## Biografía
Nace en 1949 en la ciudad de Ashiya en la Prefectura de Hyōgo, su primer contacto con las artes marciales es con el estilo Shito-ryu de  karate.  Pero siendo un joven practicante es atacado por un delincuente con un palo bokken y aunque logra vencer a su oponente sus brazos resultan muy lastimados por los bloqueos a los golpes. La experiencia lo lleva a buscar otro método más general que le permita defenderse de ataques con palos o espadas

## Estudio de Daito-ryu
En 1972 comienza a practicar con un grupo de alumnos de Hisa Takuma que mantiene el Dojo del Asahi Shimbun donde tanto  Morihei Ueshiba así como Sokaku Takeda enseñaron Daito-ryu aiki-jujutsu. Hisa es una de las dos personas que recibieron la más alta certificación en Daito-ryu llamada  menkyo kaiden. El Takumakai Daito-ryu Aikijujutsu es oficialmente formado por este grupo del Asahi Shimbun entre 1973 y 1975 según la referencia.

## El Takumakai
El grupo de practicantes del Takumakai desarrolla su propio programa de enseñanza basados en las enseñanzas de Sensei Ueshiba quién había enseñado las técnicas básicas al grupo y Sokaku Takeda quien les enseñó las avanzadas. Funcionando como parte de una empresa editorial y de noticias los miembros del dojo dispusieron de facilidades para tomar fotografías de las técnicas que les fueron enseñadas, ese documento gráfico con explicaciones de puño y letra de Takuma Hisa llamado Daito ryu Aikibudo Densho Zen Juikkan Mokuroku  e inclusive una película de  Morihei Ueshiba demostrando las técnicas de Daito-ryu . Perdida por muchos años la película fue recuperada en 1990 por Stanley Pranin y su grupo editorial Aiki News conocido ahora como Aikido Journal. 
Okabayashi siente que enfrentan un obstáculo en su práctica, pueden desarrollar las técnicas en forma correcta pero no a la velocidad requerida en un combate real. Cuando Sensei Hisa envejece y sufre un accidente vascular que lo obliga a mudarse a  Tokio para ser cuidado por su familia, Okabayashi decide continuar la práctica de Daito-ryu y animado por Hisa practica bajo la dirección de Tokimune Takeda para el cual Hisa le da una carta de recomendación.

## El Daitokan
En el Daitokan de Hokkaidō donde Tokimune enseña, las técnicas se organizan de manera diferente a lo aprendido por Shogen. Tokimine sistematizó la enseñanza dándole nombres a todas las técnicas y eso crea una mayor rigidez del programa de estudio al cual agrega la enseñanza de técnicas de kenjutsu Ona-ha Itto-ryu con modificaciones agregadas por Sokaku. Tokimune llama a este sistema Daito-ryu 'Aiki Budo'.

## Shoden Waza 'Técnicas Fundamentales'
Okabayshi agrega las técnicas del Daitokan al curriculum del Takumakai  que no les fue enseñando por Sokaku en su momento porque entendiendo que ya habían recibido clases de Ueshiba asumió que lo sabían, por esa razón ellos preservaron las técnicas más avanzadas pero no todas las básicas les fueron enseñadas.  Okabayashi queda muy impresionado por el enfoque de Tokimune a las técnicas de Daito-ryu e incluye esa estructura en las técnicas del Takumakai que le adjudica  el kyoju Dairi en 1980  y recibe el menkyo kaiden en Ona-ha Itto-ryu en 1987.

## Cambios en el Takumakai
Los cambios que Shogen introduce si bien son aceptados por muchos de los viejos maestros del Takumakai no lo son por todos y sobre todo no lo son por los más jóvenes lo cual crea tensiones en el grupo. Ohgami Shikichi, un importante maestro del Takumakai, considera que los cambios no son positivos y que debe preservarse el método original enseñado por Hisa Takuma y abandona la organización para formar otra llamada Daibukan en 1980.

## El nacimiento del Hakuhokai
Deseando Shogen introducir más cambios en el Takumakai, y agregar la práctica de armas como enseñaba Tokimune, nota que los demás maestros se sienten incómodos por lo cual decide finalmente en 1994 formar una escuela separada del Takumakai pero vinculada que bautiza Hakuhokai. La base de su escuela es incorporar el tradicional tipo de movimiento común a muchas koryu y sobre todo usado en kenjutsu  pero no  presente en la enseñanza de los maestros contemporáneos de Daito-ryu. Este concepto lo llamó 'hitoemi'.

## La formación del Hakuho-ryu Aiki Budo
Sintiéndose todavía restringido por el sistema de enseñanza del Takumakai con sus estrictas reglas de cuales técnicas deben mostrarse a los alumnos de diferentes niveles Okabayashi decide enseñar con su propio sistema a partir de 2002 pero no usa la denominación Daito-ryu para nada, posiblemente debido al conflicto por la sucesión de la posición de Takeda Tokimune en el Daito-Ryu, decide nombrar su estilo Hakuho-ryu o 'escuela del Fénix'.